# Jamie Moses
Jamie Moses (* 30. srpna 1955, Ipswich, Anglie) je britsko-americký kytarista.

## Biografie
Narodil se 30. srpna 1955 v Anglii. Jeho matka byla Angličanka a otec Američan zaměstnaný v USAF. V deseti letech začal jako samouk hrát na kytaru, ve třinácti pak už vystupoval nejen na amerických základnách v USA a Japonsku, kde byl vychováván, ale i v místních televizních a rozhlasových pořadech.
Poté, co dokončil školu, začal v roce 1971 svou profesionální kariéru s kapelou Merlin, která pod hlavičkou CBS vydala v roce 1974 album Merlin a uskutečnila turné na podporu Davida Essexe. Skupina se rozpadla v roce 1976.
Moses je také talentovaný zpěvák a autor písní. Pracoval s Bobem Geldofem na jeho CD „The Happy Club“. S ním také zahrál píseň „Too Late God“ na koncertě The Freddie Mercury Tribute Concert v dubnu roku 1992.
Později v roce 1992, kdy Brian May ztratil podporu zpěváka Chrise Thompsona a kytaristy Mike Casswella, doporučil mu Spike Edney Jamieho na obě místa. Od té doby pracuje jako pravá ruka Briana Maye na jeho turné po celém světě.
Je také členem Spike's All Stars Band (SAS Band), který má každoročně[ujasnit] několik koncertů. SAS Band funguje už od roku 1994. Skupina vydala své debutové album v roce 1998.
Napsal také písničku „In a Dream Gone By“, pro Paula Younga na jeho stejnojmenné album z roku 1997.
Oženil se s Deborah, sestrou klávesisty ze skupiny Merlin, Roberta Webba. V roce 1981 se jim narodila dcera Katy, v roce 1988, syn Benjamin. Rozvedli se v roce 2002.
Pracoval s Brianem Mayem, Garym Barlowem, Spikem Edneym, Bobem Geldofem, Tony Hadleym, The Pretenders a Paulem Youngem. Od roku 2005 do roku 2009 vystupuje jako kytarista ve skupině Queen + Paul Rodgers. Je také kytaristou a zpěvákem jeho vlastní skupiny Hiding In Public.